# بخش آینزیدلن
بخش آینزیدلن یکی از بخش‌های کانتون شوئیز در کشور سوئیس است.